# Demisalto marshalli
Demisalto marshalli är en kvalsterart som först beskrevs av Coetzee 1995.  Demisalto marshalli ingår i släktet Demisalto och familjen Zetomotrichidae. Inga underarter finns listade i Catalogue of Life.